# Mim bec d'ivori
El mim bec d'ivori (Margarops fuscatus) és un ocell del Carib de la família Mimidae que pobla les illes de Puerto Rico, Illes Verges, Antilles menors i Bahames. És l'únic membre del gènere Margarops P.L. Sclater, 1859.

## Subespècies
- M. f. fuscatus
- M. f. densirostris